# 红花苷
红花苷（英語：Carthamin，carthamine）是从菊科植物红花（Carthamus tinctorius）提取到的一种红色色素。在食品工业以及纺织品中作为染料使用，俗称天然红26。

## 历史
在古埃及时期，古埃及人就曾大规模种植红花来提取红色颜料，公元前25世纪就有利用红花苷给木乃伊布料染色的记载。在欧洲地区，红花苷被广泛用于羊毛地毯染色。在日本，红花苷还被用于丝绸染色以及艺伎和歌舞伎用作化妆的“红”颜料（)。由于天然红花苷在花中含量十分少且十分珍贵，在日本有时会用诸如姜黄和苏木其他染料来稀释:1。直到1959年合成染料品红问世后，红花苷作为丝绸红染料的地位才开始被撼动。

## 生物合成
红花苷在结构上由两种查耳酮酚衍生物（Chalconoid）组成，其形成的大共轭结构是产生红色的原因。在生物体内，红花苷由原红化苷（precarthamin）经脱羧酶产生。红花中存在两种色素，一种是水溶性黄色色素红花素（carthamidin），另一种即为油溶性的红花苷，当花成熟时，黄色的红花素会慢慢氧化成红花苷。但总体上红花苷仅占花瓣的0.4%，不及红花素的26–36%。
具体形成过程如下，2,4,6,4'-四羟基查耳酮先后与葡萄糖分子依次形成红花黄色素A和红花黄色素B，红花黄色素B氧化形成原红化苷，原红化苷脱羧就形成红花苷。

## 相关物质
- 马里苷-另一种查尔酮糖苷化合物